# باگاک

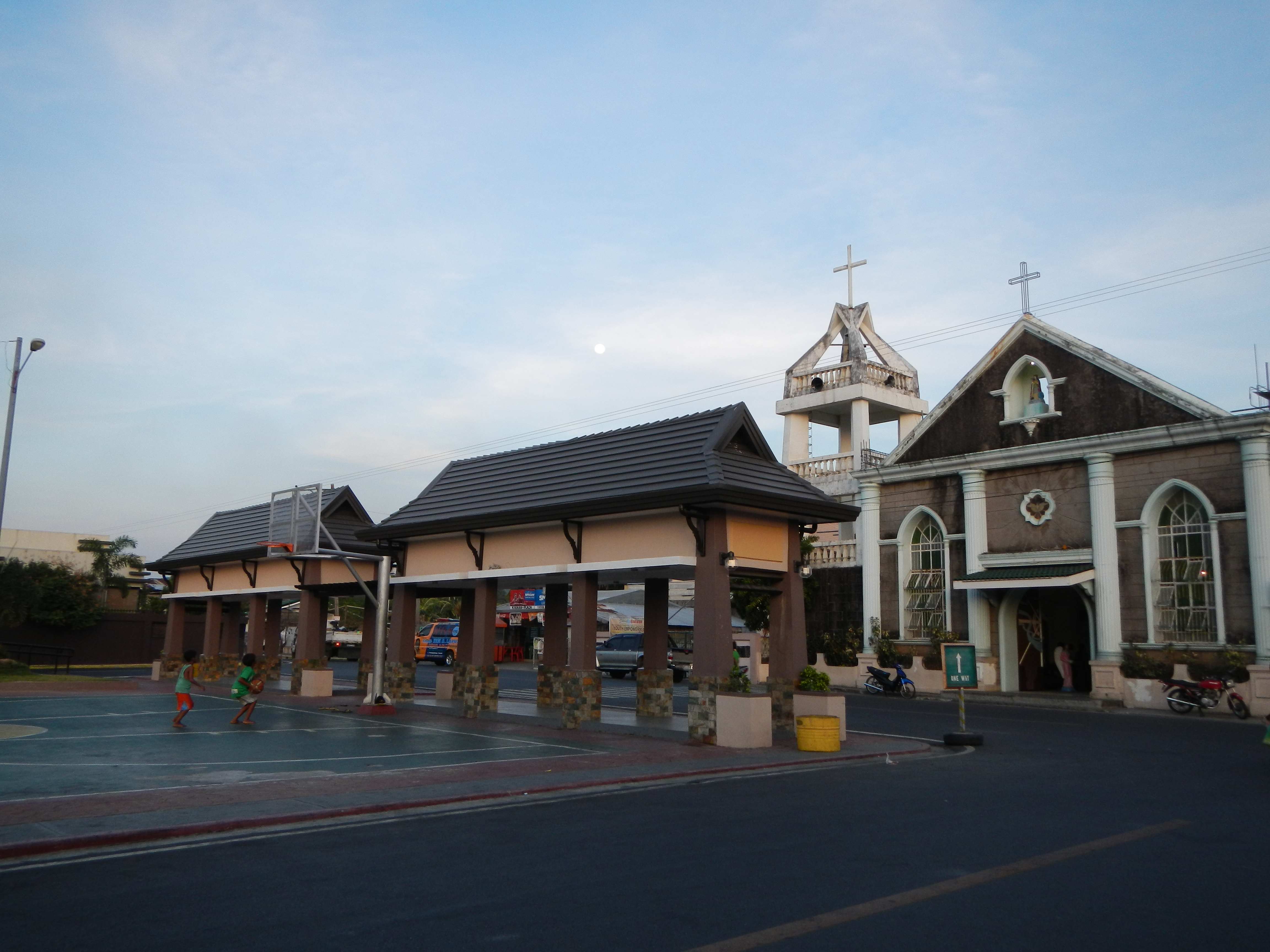
نمایی از باگاک، یک منطقهٔ مسکونی در باتاآن، فیلیپین - ۲۰۱۳

باگاک (به لاتین: Bagac) یک منطقهٔ مسکونی در فیلیپین است که در باتاآن واقع شده‌است.